# Далтон, Тимоти
Ти́моти Пи́тер Да́лтон (англ. Timothy Peter Dalton; род. 21 марта 1946, Колуин-Бей, Уэльс) — британский актёр театра и кино. Наибольшую известность получил как исполнитель роли Эдварда Фейрфакса Рочестера в сериале «Джейн Эйр», Джеймса Бонда в фильмах «Искры из глаз» (1987) и «Лицензия на убийство» (1989), а также ролей в шекспировских фильмах и пьесах.

## Биография
Отец Тимоти Далтона, англичанин, во время Второй мировой войны был капитаном секретной разведывательной службы — Управления специальных операций, но после войны сразу уволился и устроился в рекламный бизнес. Мать — американка ирландско-итальянского происхождения.
В школе Тимоти увлекался авиацией, состоял добровольцем в британской военной организации для молодежи Air Training Corps.
Окончив в 1964 году школу, восемнадцатилетний Далтон поступил в Национальный молодёжный театр Майкла Крофта, где играл два года, одновременно учась в Королевской академии драматического искусства, но, не окончив её, перешёл в Бирмингемский репертуарный театр.
В 1966 году Тимоти Далтон впервые снялся на телевидении, а в 1968 году состоялся его кинодебют в историческом фильме «Лев зимой», в котором великолепной игрой блеснули Кэтрин Хепбёрн и Питер О’Тул, фильм стал также актёрским прорывом для Энтони Хопкинса.
В 1970-х годах Далтон снимался во многих кинофильмах, среди которых несколько испанских и итальянских, работал на ТВ, где много снимался в исторических постановках, играл в Королевской шекспировской труппе и труппе Prospect Theater.
В 1978 году он снялся в первом своём американском фильме «Секстет». Этапной для актёра стала фантастическая лента «Флэш Гордон» (1980).
В 1980-е годы карьера Далтона на британском телевидении достигла пика после сериала «Джейн Эйр» (1983) на канале BBC. В 1987 году актёр снялся в принёсшей ему всемирную известность роли Джеймса Бонда в фильме «Искры из глаз», придав легендарному образу новые черты: в его исполнении Бонд стал более сентиментальным и человечным, однако, по мнению Шона Коннери, Далтону для роли агента 007 не хватает харизмы "крутого парня".
Далтон принял роль, так как второй кандидат — Пирс Броснан — был связан контрактом с телевидением. Спустя несколько лет ситуация повторилась с точностью до обратного: Далтон был занят на телевидении, и на роль Бонда взяли Броснана.
В 1990-х годах в телефильме «Скарлетт», вольном продолжении «Унесённых ветром», Тимоти Далтон блистательно сыграл Ретта Батлера — роль, которая прославила когда-то Кларка Гейбла. Из других работ актёра в 90-е годы известны детектив «Подставленный» (1993), европейский проект «Королевская шлюха» (1990), эпизод «Концерт оборотня» («Байки из склепа», 1994), «Парикмахерша и чудовище» (1997).
Актёр также принял участие в документальном фильме «В компании с волками».

### Личная жизнь
С 1977 по 1986 год состоял в отношениях с английской актрисой Ванессой Редгрейв, с которой познакомился на съемках фильма «Мария — королева Шотландии».
В 1995 году на кинофестивале в Лондоне Далтон познакомился с русской певицей, композитором, преподавателем и моделью Оксаной Григорьевой (там она работала переводчиком у Никиты Михалкова). Через некоторое время они стали жить вместе, а 7 августа 1997 года родился сын — Александр. В 2003 году они расстались.
Далтон никогда не был женат официально.
Хобби Тимоти Далтона — рыбалка, чтение, джаз и опера, он также коллекционирует предметы антиквариата.

## Фильмография
| Год       |     | Русское название                  | Оригинальное название          | Роль                         |
| --------- | --- | --------------------------------- | ------------------------------ | ---------------------------- |
| 1966      | тф  | Троил и Крессида                  | Troilus and Cressida           | Диомед                       |
| 1967      | с   | —                                 | Sat’day While Sunday           | Питер                        |
| 1968      | ф   | Лев зимой                         | The Lion in Winter             | Филипп II Август             |
| 1968      | тф  | Три принца                        | The Three Princes              | Ахмед                        |
| 1969      | с   | Судья Ди                          | Judge Dee                      | неизвестно                   |
| 1970      | ф   | Кромвель                          | Cromwell                       | Принц Руперт                 |
| 1970      | ф   | Подглядывающий                    | Giochi particolari             | Марк                         |
| 1970      | ф   | Грозовой перевал                  | Wuthering Heights              | Хитклифф                     |
| 1970—1971 | с   | BBC Пьеса месяца                  | BBC Play of the Month          | Марчбэнкс / Клайв Харрингтон |
| 1971      | ф   | Мария — королева Шотландии        | Mary, Queen of Scots           | лорд Генри Дарнли            |
| 1975      | ф   | Разрешение на убийство            | Permission to Kill             | Чарльз Лорд                  |
| 1978      | ф   | Человек, который умел любить      | El hombre que supo amar        | Хуан дe Диос                 |
| 1978      | ф   | Секстет                           | Sextette                       | сэр Майкл Баррингтон         |
| 1978—1979 | с   | Столетие                          | Centennial                     | Оливер Сэккомб               |
| 1979      | ф   | Агата                             | Agatha                         | Арчибальд Кристи             |
| 1979      | с   | Ангелы Чарли                      | Charlie’s Angels: Fallen Angel | Дэмиан Рот                   |
| 1979      | тф  | Страсть – это любовь              | The Flame Is Love              | Маркус дe Гуайта             |
| 1980      | ф   | Флэш Гордон                       | Flash Gordon                   | принц Бейрин                 |
| 1981      | ф   | Одинокая Коко Шанель              | Chanel Solitaire               | Бой Кэйпел                   |
| 1983      | с   | Джейн Эйр                         | Jane Eyre                      | Эдвард Рочестер              |
| 1984      | тф  | Хозяин Баллантрэ                  | The Master of Ballantrae       | полковник Фрэнсис Бёрк       |
| 1984      | с   | Дочь Мистраля                     | Mistral’s Daughter             | Перри Килкуллен              |
| 1984      | тф  | Антоний и Клеопатра               | Antony and Cleopatra           | Марк Антоний                 |
| 1985      | тф  | Флоренс Найтингейл                | Florence Nightingale           | Ричард Милнс                 |
| 1985      | ф   | Доктор и дьяволы                  | The Doctor and the Devils      | доктор Томас Рок             |
| 1985      | с   | Театр волшебных историй           | Faerie Tale Theatre            | рассказчик                   |
| 1986      | с   | Грехи                             | Sins                           | Эдмунд Жуно                  |
| 1987      | ф   | Искры из глаз                     | The Living Daylights           | Джеймс Бонд                  |
| 1988      | ф   | Ястребы                           | Hawks                          | Бэнкрофт                     |
| 1989      | ф   | Бренда Старр                      | Brenda Starr                   | Бэзил сент Джон              |
| 1989      | ф   | Лицензия на убийство              | Licence to Kill                | Джеймс Бонд                  |
| 1990      | ф   | Королевская шлюха                 | La putain du roi               | Витторио Амадео              |
| 1991      | ф   | Ракетчик                          | The Rocketeer                  | Невилл Синклер               |
| 1992      | с   | Байки из склепа                   | Tales from the Crypt           | Локай                        |
| 1992      | с   | Капкан                            | Framed                         | Эдди Майерс                  |
| 1993      | ф   | Нагие из Нью-Йорка                | Naked in New York              | Эллиот Прайс                 |
| 1994      | тф  | Схватка со львами                 | Lie Down with Lions            | Джек Карвер                  |
| 1994      | с   | Скарлетт                          | Scarlett                       | Ретт Батлер                  |
| 1996      | ф   | Лосёнок                           | Salt Water Moose               | Лестер Парнелл               |
| 1997      | ф   | Парикмахерша и чудовище           | The Beautician and the Beast   | Борис Поченко                |
| 1997      | ф   | Информатор                        | The Informant                  | Ренни                        |
| 1998      | с   | Истории из моего детства          | Stories from My Childhood      | князь Гвидон                 |
| 1999      | ф   | Люди мафии                        | Made Men                       | шериф Декс Драйер            |
| 1999      | тф  | Рифы                              | The Reef                       | Чарльз Дарроу                |
| 1999      | с   | Клеопатра                         | Cleopatra                      | Гай Юлий Цезарь              |
| 2000      | ф   | Таймшер                           | Time Share                     | Мэтт Фаррагер                |
| 2000      | тф  | Одержимый дьяволом                | Possessed                      | отец Уильям Боуден           |
| 2001      | ф   | Американские герои                | American Outlaws               | Аллан Пинкертон              |
| 2003      | ф   | Луни Тюнз: Снова в деле           | Looney Tunes: Back in Action   | Дэмиен Дрейк                 |
| 2004      | док | BBC Дюнкерк                       | Dunkirk                        | рассказчик                   |
| 2005      | с   | Геракл                            | Hercules                       | Амфитрион                    |
| 2006      | с   | Мисс Марпл Агаты Кристи           | Agatha Christie's Marple       | капитан Клайв Тревильян      |
| 2006      | ф   | Сказания Земноморья               | Tales from Earthsea            | Гед                          |
| 2007      | ф   | Типа крутые легавые               | Hot Fuzz                       | Саймон Скиннер               |
| 2008      | с   | —                                 | Unknown Sender                 | Майлс                        |
| 2009—2010 | с   | Доктор Кто                        | Doctor Who                     | Рассилон / рассказчик        |
| 2010      | мф  | История игрушек: Большой побег    | Toy Story 3                    | мистер Колючка               |
| 2010      | ф   | Турист                            | The Tourist                    | главный инспектор Джонс      |
| 2010—2011 | с   | Чак                               | Chuck                          | Алексей Волкофф              |
| 2011      | мф  | Гавайские каникулы                | Hawaiian Vacation              | мистер Колючка               |
| 2011      | мф  | Мальки                            | Small Fry                      | мистер Колючка               |
| 2012      | мф  | Феи: Тайна зимнего леса           | Secret of the Wings            | лорд Милори                  |
| 2012      | мф  | Веселозавр Рекс                   | Partysaurus Rex                | мистер Колючка               |
| 2013      | мф  | История игрушек и ужасов!         | Toy Story of Terror            | мистер Колючка               |
| 2014      | мф  | История игрушек, забытая временем | Toy Story That Time Forgot     | мистер Колючка               |
| 2014—2016 | с   | Страшные сказки                   | Penny Dreadful                 | сэр Малкольм Мюррей          |
| 2019      | с   | Роковой патруль                   | Doom Patrol                    | доктор Найлс Колдер / Шеф    |
| 2022      | с   | Корона                            | The Crown                      | Питер Таунсенд               |
| 2022      | с   | 1923                              | 1923                           | Дональд Уитфилд              |